# Halina Czerny-Stefańska

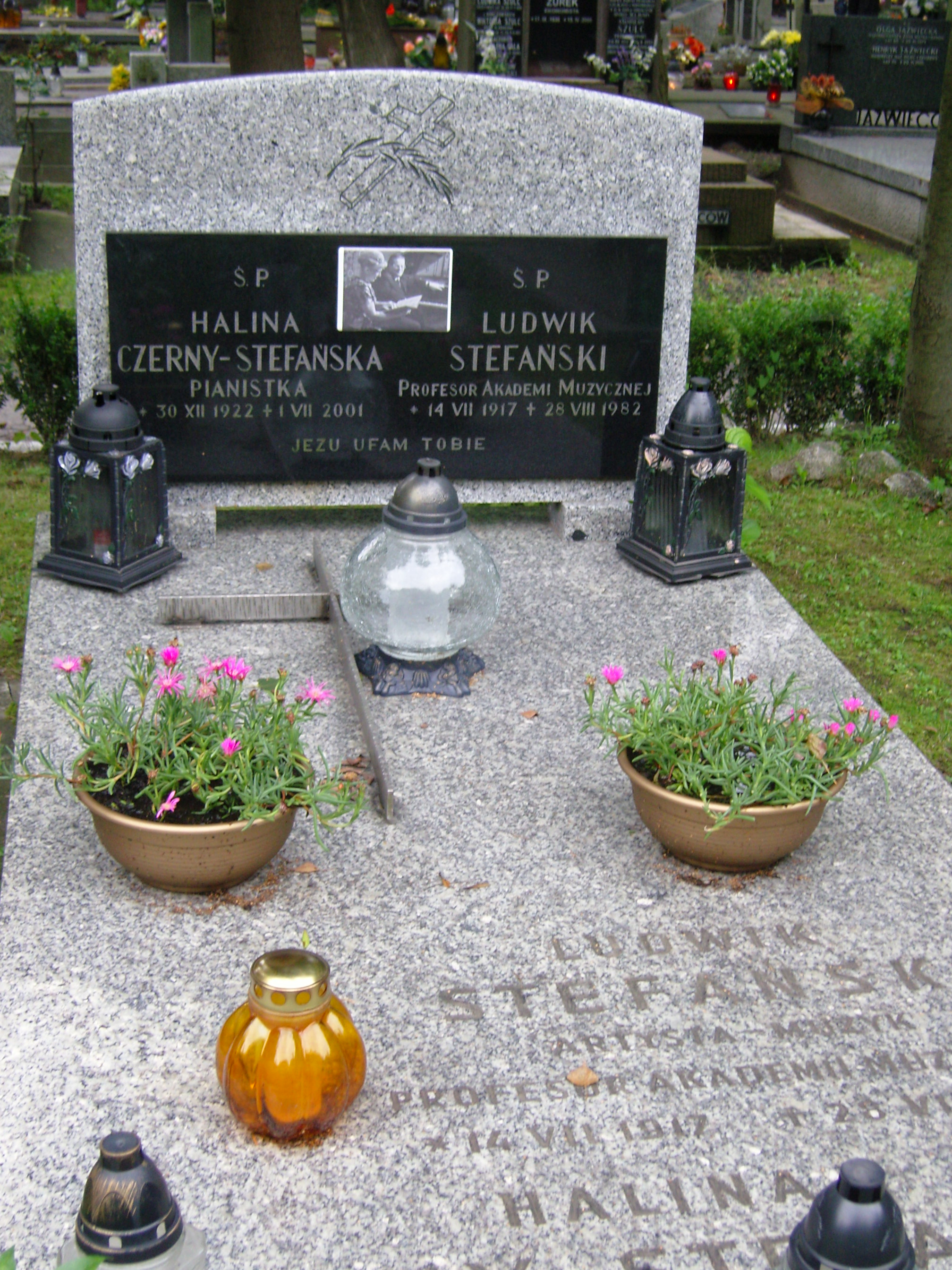
Grób Haliny Czerny-Stefańskiej na cmentarzu Rakowickim w Krakowie

Halina Czerny-Stefańska (ur. 31 grudnia 1922 w Krakowie, zm. 1 lipca 2001 tamże) – polska pianistka, chopinistka, pedagożka.

## Życiorys

### Dzieciństwo i młodość
Halina Czerny-Stefańska (przed II wojną światową używała nazwiska Helena Szwarcenberg-Czerny) pochodziła ze znanej arystokratycznej rodziny Schwarzenbergów, była córką Stanisława, pod kierunkiem którego rozpoczęła naukę gry na fortepianie. W 1932 studiowała w Paryżu w Ecole Normale u Alfreda Cortot, następnie od 1939 - u Józefa Turczyńskiego w Konserwatorium Warszawskim.
W czasie wojny ukrywała się w majątku rodziny Branickich w Branicach pod Krakowem, a potem występowała na konspiracyjnych koncertach z Ludwikiem Stefańskim.

### Konkurs Chopinowski
W 1949 została laureatką I nagrody IV Międzynarodowego Konkursu Pianistycznego im. Fryderyka Chopina (ex aequo z Bellą Dawidowicz z ZSRR). Otrzymała również nagrodę za najlepsze wykonanie mazurków F. Chopina, ufundowaną przez Polskie Radio. W 1950 ukończyła z wyróżnieniem Państwową Wyższą Szkołę Muzyczną w Krakowie w klasie prof. Zbigniewa Drzewieckiego.
Czerny-Stefańska podczas konkursu wybrała fortepian koncertowy marki Steinway & Sons model D (o numerze seryjnym 309125, długości 273 cm), z 1942 roku produkcji hamburskiej, na którym grała podczas wszystkich etapów konkursu.

### Światowa kariera
Wygrana w Konkursie otworzyła jej drogę do międzynarodowej kariery pianistycznej. Występowała w renomowanych salach koncertowych Europy, Japonii, Stanów Zjednoczonych, Ameryki Południowej. Odbyła ponad 20 tournée po Związku Radzieckim. Występowała z towarzyszeniem najbardziej znanych orkiestr symfonicznych, współpracując z takimi dyrygentami, jak m.in.: Adrian Boult, Zubin Mehta, Georg Solti, Václav Smetáček, Witold Rowicki, Paweł Klecki. W jej repertuarze koncertowym znajdowały się utwory od baroku do muzyki współczesnej, dominowała jednak muzyka F. Chopina.
Przez pięćdziesiąt lat prowadziła karierę artystyczną, która trwała do ostatnich miesięcy jej życia. Współpracowała z firmą Steinway & Sons reklamując jej fortepiany w Japonii, jak również instrumenty Kawai oraz (pod koniec życia) fortepiany Petrof. Oficjalnie ćwiczyła na instrumentach Blüthner (w krakowskim domu artystki znajdują się trzy takie fortepiany, obok Steinwaya i dwóch innych starszych instrumentów).
W późniejszych latach była zapraszana do jury konkursów pianistycznych świata, w tym pięciokrotnie do Międzynarodowego Konkursu Muzycznego im. Piotra Czajkowskiego (w 1970, 1974, 1978, 1986 i 1998) oraz pięciokrotnie do Międzynarodowego Konkursu Pianistycznego im. Fryderyka Chopina (w 1980, 1985, 1990, 1995 i 2000).
Prowadziła działalność pedagogiczną, wykładając m.in. na takich uczelniach, jak: Tokijski Uniwersytet Sztuki, Elisabeth University of Music w Hiroszimie, Nagoya University of Arts w Nagoi, Senzoku Gakuen University w Uozu, prefekturze Toyama, prowadziła także kursy mistrzowskie.
W 1999 była Honorowym Członkiem Komitetu Obchodów Światowego Roku Chopinowskiego, powołanego przez Prezydenta RP Aleksandra Kwaśniewskiego.

### Działalność społeczno-polityczna
Pianistka uczestniczyła także w życiu społeczno-politycznym Krakowa. W latach 1976–1984 była radną Miasta Krakowa, a w latach 1978–1985 członkiem Społecznego Komitetu Odnowy Zabytków Krakowa. Była jednym z założycieli Kuźnicy (obok takich artystów jak m.in. Andrzej Wajda). W latach 1981–1983 wchodziła w skład Prezydium Ogólnopolskiego Komitetu Frontu Jedności Narodu.
Należała do nielicznej grupy artystów, którzy ostentacyjnie wyrażali poparcie dla władz politycznych w czasach stanu wojennego, za co w kwietniu 1982 została wyklaskana na koncercie w Filharmonii Krakowskiej. Członek Rady Krajowej PRON w 1983 roku.

### Życie prywatne
Żona Ludwika Stefańskiego, matka Elżbiety Stefańskiej.
Pianistka zmarła 1 lipca 2001 w Krakowie, pochowana razem z mężem w alei zasłużonych na cmentarzu Rakowickim w Krakowie (kwatera LXIX pas A-I-13).

## Ordery i odznaczenia
- Order Budowniczych Polski Ludowej (1984)
- Order Sztandaru Pracy I klasy (15 stycznia 1953)[8]
- Krzyż Komandorski Orderu Odrodzenia Polski (1959)
- Medal 40-lecia Polski Ludowej (1984)
- Odznaka tytułu honorowego „Zasłużony dla Kultury Narodowej” (1987)
- Złota Odznaka „Za Pracę Społeczną dla miasta Krakowa” (1965)[9]
- Medal „Za zasługi w rozwoju współpracy kulturalnej między Polską a Związkiem Radzieckim” przyznany przez ZG TPPR (1974)[10]
- Order Przyjaźni Narodów (ZSRR, 1987)

## Nagrody i wyróżnienia
- Państwowa Nagroda Artystyczna II stopnia w dziale muzyki za osiągnięcia artystyczne oraz za propagandę muzyki i pianistyki polskiej w kraju i za granicą (1950)[11]
- Nagroda Państwowa I stopnia za wybitne osiągnięcia w dziedzinie pianistyki, za wykonanie utworów fortepianowych w ilustracji muzycznej filmu Młodość Chopina oraz za propagandę muzyki i pianistyki polskiej za granicą (1952)[12][13]
- Nagroda przewodniczącego Komitetu do spraw Radia i Telewizji za twórczość radiową i telewizyjną (1975)[14]
- Nagroda Trybuny Ludu (1979)[15]
- Dyplom Ministra Spraw Zagranicznych Polski Za wybitne osiągnięcia w propagowaniu kultury polskiej za granicą (1982)
- tytuł doktora honoris causa Tokijskiego Uniwersytetu Sztuki (2001)
- Tytuł Towarzystwa im. Fryderyka Chopina w Warszawie nadany pośmiertnie Za Promowanie Muzyki F. Chopina w Świecie (2002)

## Upamiętnienie
W 2001 wmurowano poświęconą jej tablicę pamiątkową w  Ogrodzie Botanicznym Polskiej Akademii Nauk w Powsinie.
W 2006 w Parku im. Jerzego Waldorffa w Słupsku odsłonięto pomnik „Klawiaturę gwiazd”, na której umieszczono nazwisko Haliny Czerny-Stefańskiej pośród siedmiorga wybitnych pianistów, uczestników Festiwalu Pianistyki Polskiej, takich jak Ryszard Bakst, Klara Langer-Danecka, Władysław Kędra, Tadeusz Żmudziński, Miłosz Magin, Witold Małcużyński.
W dniach 17–21 września 2008 odbył się w Poznaniu I Europejski Konkurs Pianistyczny „Halina Czerny-Stefańska in Memoriam” zorganizowany przez poznańską Akademię Muzyczną.

## Dyskografia (wybór)
Halina Czerny-Stefańska nagrała wiele płyt LP i CD dla takich wytwórni jak: Deutsche Grammophon, Decca, Erato, EMI Classics, His Masters Voice, Polskie Nagrania, Pony Cayon, RCA Records, Supraphon, Selene czy Telefunken.
- 1955 – Koncert e-moll op. 11 F. Chopina, Supraphon SUA 10130
- 1958 – DGG XEPN 0118
- 1960 – Ronda C-dur op.73 F. Chopina na dwa fortepiany z Ludwikiem Stefańskim Muza SX 0077
- Koncert B-dur op.19 L. van Beethovena, Koncert a – moll op.16 E. Griega, P.N. MUZA XL 0107
- 1955 – Mazurki a-moll op.17 nr.4, D-dur op.33 nr.2, cis- moll op.63 nr.3, a-moll op.67 nr.4, a-moll op.68 nr.2, F. Chopina, DGG LPEM
- 1959 – 24 Preludia op.28 F. Chopina, MUZA SX 0062
- 1959 – Polonezy A-dur Op. 40 nr 1, c-moll Op. 40 nr 2, fis-moll op.44, MUZA SX 0058
- 1985 – Pieśni F. Chopina z Teresą Żylis – Gara Erato STU 71.527
- 1987 – komplet Nokturnów F. Chopina, RCA
- 1989–1990 – komplet Mazurków F. Chopina, Pony Canyon
- 1994 – Andante spianato i Poloneza Es-dur F. Chopina, Pony Canyon
- 1995 – Ronda C-dur op.73 F. Chopina na dwa fortepiany z Rinko Kobayashi, Pony Canyon
- 2000 – Tańce Polskie z córką Elżbietą Stefańską, Selene